# Agromyza venusta
Agromyza venusta este o specie de muște din genul Agromyza, familia Agromyzidae, descrisă de Spencer în anul 1977. Conform Catalogue of Life specia Agromyza venusta nu are subspecii cunoscute.